# Lineage Eternal
Lineage Eternal là tựa game nhập vai trực tuyến nhiều người chơi (MMORPG) của hãng NCSOFT. Là một phần của dòng game Lineage. Ngày 8 tháng 11 năm 2011, NCSOFT đã chính thức công bố Lineage Eternal là phần tiếp theo của bản Lineage đầu tiên được phát hành vào năm 1998. Các đoạn phim giới thiệu lối chơi đầu tiên ra mắt tại hội nghị game G-Star 2011 tại Hàn Quốc vào ngày 9 tháng 11 năm 2011.
Vào tháng 8 năm 2013, NCSOFT thông báo rằng họ đã chuẩn bị để tung ra lịch trình beta của Lineage Eternal vào cuối năm 2013, sau đó hai dự án mà họ vừa thực hiện sẽ được công bố.